# Friedrich Demmer
Friedrich Eduard Maria "Fritz" Demmer (17. dubna 1911, Vídeň – 29. ledna 1966, Vídeň) byl rakouský lední hokejista. Začínal jako útočník, v závěru kariéry se přesunul do obrany. S rakouskou reprezentací získal dvě bronzové medaile na mistrovství světa, v letech 1931 a 1947. Bronz z roku 1931 zároveň znamenal titul mistrů Evropy. Zúčastnil se i mistrovství světa 1930 (4. místo), 1933 (4. místo), 1934 (7. místo), 1935 (6. místo), 1938 (10. místo), 1939 (5. místo, ovšem s německým, nikoli rakouským týmem - Rakousko po anšlusu přestalo existovat) a 1949 (6. místo). Zúčastnil se i olympijských her 1936 (7. místo) a 1948 (8. místo). Na mistrovstvích světa nastřílel 30 branek v 55 zápasech, díky čemuž se drží v první padesátce nejlepších střelců světových šampionátů.

## Kluby
| 1928–1939 | Wiener Eislauf-Verein                     |
| 1939–1941 | Wiener Eissportgemeinschaft               |
| 1941–1943 | Mannheimer ERC                            |
| 1943–1944 | KSG Brandenburg Berliner Schlittschuhclub |
| 1946–1948 | Wiener Eislauf-Verein                     |
| 1948–1950 | Wiener Eissportgemeinschaft               |